# El hombre invisible (película de 2020)
El hombre invisible (título en inglés: The Invisible Man) es una película estadounidense de suspenso, terror y ciencia ficción de 2020 escrita y dirigida por Leigh Whannell. La cinta está protagonizada por Elisabeth Moss y Oliver Jackson-Cohen, y se basa libremente en la novela homónima de H. G. Wells, 
y a su vez una versión remake libre de El hombre invisible de 1934.

## Argumento
Atrapada en una relación violenta y controladora con el adinerado ingeniero óptico y empresario Adrián Griffin (Oliver Jackson-Cohen), Cecilia Kass (Elisabeth Moss) lo droga con diazepam y escapa de su casa a un bosque cercano para esperar a su hermana Emily (Harriet Dyer). Después de que ella llega, Adrián casi atrapa a Cecilia, pero las hermanas logran escapar.
Cecilia se esconde con su amigo y exmarido de Emily, James (Aldis Hodge), y su hija Sydney (Storm Reid). Dos semanas después, Adrián aparentemente se suicida y le deja a Cecilia 5 millones de dólares en su testamento, manejado y organizado por su hermano abogado, Tom (Michael Dorman). Mientras Cecilia intenta seguir adelante experimenta varias situaciones inexplicables. Durante una entrevista de trabajo se desmaya al encontrar su portafolio vacío y es llevada al hospital. Más tarde, el médico llama y dice que, según el análisis de su sangre, encontraron altos niveles de diazepam en su sistema. Poco después de regresar a casa, Cecilia encuentra en el baño la misma botella con la que drogó a Adrián y que había dejado caer durante su fuga.
Cecilia organiza una reunión con Tom y James, insistiendo en que Adrián fingió su suicidio y usó sus conocimientos en óptica para volverse invisible y así atormentarla, pero es rechazada. Cecilia intenta hablar con su hermana Emily, pero ésta se niega por haber recibido un correo electrónico de su cuenta que indica que Cecilia nunca quiere volver a verla. Cuando consuela a Cecilia, Sydney es golpeada por una fuerza invisible, lo que lleva a ella y a James a creer que Cecilia lo hizo. Mientras James furioso saca a su hija Sydney de la casa, Cecilia intenta una serie de tácticas para atrapar a la figura invisible. Después de encontrar el viejo teléfono de Adrián en el ático y cubrir la figura con pintura, ella termina en una lucha violenta y escapa a la casa de Adrián para investigar. En su laboratorio encuentra un traje que confirma sus sospechas. Después de esconderlo en un armario, el hombre invisible ataca de nuevo, por lo que Cecilia huye y contacta a su hermana Emily. Ambas se encuentran en un restaurante, pero cuando Cecilia comienza a contarle lo que encontró, el hombre invisible corta la garganta de Emily con un cuchillo y lo coloca en la mano de Cecilia para que sea culpada del crimen.
Enviada Cecilia a un hospital psiquiátrico mientras espera el juicio, el personal le informa que está embarazada. El hermano y abogado de Adrián, Tom, la visita y le ofrece que retiren sus cargos si ella acepta regresar con Adrián, hacer las paces y criar a la niña juntos; esto implica que él ayudó a su hermano a organizar su suicidio. También revela que Adrián manipuló su método anticonceptivo para asegurarse de que quedara embarazada. Cecilia se niega a aceptar el trato y roba un bolígrafo de su maletín con la intención de suicidarse para sacar a la luz al hombre invisible. Cuando éste intenta detenerla, ella lo apuñala repetidamente, haciendo que el traje no funcione correctamente. El equipo de seguridad llega, pero el hombre invisible los mata violentamente antes de huir del hospital, con Cecilia en la búsqueda. Prometiendo no dañarla debido a su embarazo, el hombre invisible amenaza con atacar a sus seres queridos.
Cecilia corre a la casa de James, donde encuentra al hombre invisible atacándolos a él y a Sydney. Ella logra dispararle después de rociarlo con un extintor de incendios, pero cuando los desenmascara, encuentra a Tom en el traje. La policía encuentra a Adrián vivo y cautivo en su casa, atado en su sótano y alegando que Tom lo mantuvo prisionero. Cecilia rápidamente niega esa versión, insistiendo en que los hermanos deben haber armado el plan, con Adrián enviando a Tom a la casa sabiendo lo que sucedería.
En un intento de hacer que Adrián confiese, ella va a su encuentro en la casa de él para hablar sobre su embarazo mientras James escucha todo desde su auto a través de un micrófono oculto. Ella acepta reparar su relación, pero solo si él confiesa ser el hombre invisible. Adrián insiste en que Tom lo secuestró, alegando que la experiencia cambió su perspectiva de la vida y cómo la trató en su relación. Cuando Cecilia comienza a llorar Adrián alude al abuso anterior usando frases similares a las del hombre invisible. Sonriendo, Cecilia sale para ir al baño. Momentos después, la cámara de seguridad de la habitación captura a Adrián aparentemente suicidándose. Cecilia regresa y rápidamente llama a la policía. Sin embargo, fuera de la vista de las cámaras de seguridad, se burla de Adrián diciéndole en voz baja "Sorpresa", tal como él se lo había dicho previamente en el hospital psiquiátrico; habiendo recuperado el traje de repuesto, lo usó para matarlo así como ella sabe que él mató a Emily.
Cuando James llega y le pregunta qué pasó, Cecilia confirma lo que vio la cámara. Él ve el traje en su bolso, pero acepta su historia y le permite irse. Cecilia sale de la casa con el traje, aliviada y sabiéndose que por fin quedó libre de Adrián.

## Reparto
- Elisabeth Moss como Cecilia Kass
- Aldis Hodge como James Lanier
- Storm Reid como Sydney Lanier
- Oliver Jackson-Cohen como Adrian Griffin
- Michael Dorman como Tom Griffin
- Harriet Dyer como Emily Kass
- Benedict Hardie como Marc
- Amali Golden como Annie
- Sam Smith como el detective Reckley
- Nash Edgerton como un guardia de seguridad
- Zara Michaels como una enfermera
- Anthony Michael Wong como la víctima de un accidente
- Vivienne Greer como una mujer gritando

## Producción
El desarrollo de una nueva película de El hombre invisible comenzó en el año 2007, cuando se contrató a David S. Goyer para escribir el guion y posiblemente la dirección de la película. Sin embargo Goyer abandonó el proyecto debido a que  había constantes retrasos en la producción del filme.
En febrero de 2016, el proyecto se reactivó para formar parte del universo cinematográfico compartido de Universal que sería conocido como Dark Universe. Johnny Depp fue elegido como el protagonista en la película, y Ed Solomon escribiría el guion. Sin embargo debido al fracaso de crítica y la modesta recepción financiera que tuvo La momia, se implementaron cambios en el Dark Universe para enfocarse más en la narración de historias individuales y hacer las futuras películas de la franquicia con presupuestos más modestos.
En enero de 2019, se anunció que Blumhouse Productions coproduciría el proyecto, y Leigh Whannell fue contratado para escribir y dirigir la película, también se informó que Johnny Depp ya no estaba involucrado en la película debido a que en ese momento el actor estaba pasando por delicados problemas personales que le obligaron a abandonar el filme. En marzo de ese año, Elisabeth Moss entró en las primeras negociaciones para interpretar uno de los personajes principales, con el casting oficializándose el mes siguiente. Storm Reid, Aldis Hodge y Harriet Dyer se unieron al elenco poco después, con Oliver Jackson-Cohen confirmándose en el papel principal.
El rodaje comenzó en Sídney, Australia, en julio de 2019.

## Estreno
La película se estrenó en Estados Unidos el 28 de febrero de 2020.
Al expandirse la pandemia (decretada por la OMS) del COVID-19 se estrenó para alquiler en línea por parte de Universal para compensar el amplio cierre de cines que ha afectado a esta y otras producciones que estaban en cartelera, ayudando este estreno en línea a complementar económicamente a su recorrido en las salas, el cual fue muy rentable dado su modesto presupuesto en comparación con las cifras de taquilla registradas

## Recepción
La película ha recibido críticas positivas de la prensa especializada. En Rotten Tomatoes cuenta con un 90% de aprobación, con un índice promedio de 7.6 sobre 10. El consenso crítico del sitio indica: "Inteligente, bien actuada y sobre todo aterradora, El hombre invisible demuestra que, a veces, la clásica fuente de material para un nuevo reinicio puede estar escondida a plena vista". En el sitio web Metacritic la película cuenta con una puntuación de 71 sobre 100, basada en 55 reseñas, indicando "críticas generalmente favorables".